# Oddelek za azijske študije, Filozofska fakulteta v Ljubljani
Oddelek za azijske študije je bil ustanovljen leta 1995  in deluje na Filozofski fakulteti Univerze v Ljubljani. Izobražuje strokovne profile zlasti za poklice na področju prevajalstva, kulture, novinarstva, podjetniškega svetovanja, zunanje trgovine in politike, raziskovalne dejavnosti, in za predavatelj/ice v srednjih šolah ter v zasebnem jezikovnem šolstvu. Po končani diplomi pridobi diplomant/ka naziv dipl.sinolog/inja, dipl. japonolog/inja ali dipl. kulturolog/inja Vzhodne Azije. Japonologija in sinologija sta kompleksni vedi, ki sodita h kulturološkim disciplinam in z uporabo interdisciplinarnih metodoloških postopkov obravnavata kulturo, zgodovino, sociologijo, jezik, miselnost in politične sisteme Japonske in L. R. Kitajske, Tajvana ter drugih držav, ki sodijo v kitajsko kulturno in jezikovno območje.
Na obeh katedrah je cilj študijskega programa posredovati študentkam in študentom znanje, ki obsega strukture aktualnih družbenih stvarnosti navedenega kulturno-civilizacijskega področja, kot tudi specifiko tradicionalnih razvojev, skupaj s kompleksnostjo medsebojnih povezav obeh navedenih elementov. Študentom omogoča obvladovanje matičnih jezikov regij, na katere je osredotočena raziskovalna dejavnost oddelka.

## Zgodovina
Filozofska fakulteta  Univerze v Ljubljani je program Oddelka za azijske študije sprejela v Ljubljani novembra leta 1993, znanstveno pedagoški svet Univerze v Ljubljani pa je oddelek odobril aprila leta 1994. Oddelek tako sodi k mlajšim strokam Filozofske fakultete.
Sistem študija na Dunaju je služil kot osnova sinološkega kurikuluma, katerega je Jana S. Rošker poznala iz lastnih izkušenj, saj je poleg dotlej štiriletnega študijskega izpopolnjevanja na Kitajskem redno doštudirala in pridobila doktorat iz sinologije prav na dunajski univerzi.  Dr. Jana S. Rošker je prva slovenska sinologinja in ustanoviteljica sinologije ter avtorica prvih študijskih programov te stroke v Sloveniji. Dr. Andrej Bekeš si je v času svojega podiplomskega študija in dela na več japonskih univerzah pridobival veliko izkušenj in le-te svoje bogate izkušnje tudi upošteval pri sami sestavi študijskega programa japonologije. Ustanovitelji oddelka so dunajski kurikulum precej modernizirali in ga prilagodili strokovnim specializacijam obstoječega strokovnega kadra v Sloveniji.  Od ustanovitve naprej si oddelek prizadeva obogatiti pedagoški proces z gostujočimi  učitelji in lektorji in rezultat teh prizadevanj je viden v vsakoletnih blokih intenzivnih predavanj gostujočih profesorjev ter v rednem kroženju gostujočih lektorjev na vsaki dve leti.  Tekom let pa so pridobili tudi vrsto slovenskih sodelavcev in sodelavk. Po dveh letih delovanja oddelka so morali zaradi kadrovskih omejitev in nadpovprečnega zanimanja za študij japonologije in sinologije omejiti vpis na 50 novih študentov in študentk.
Leta 2009 sicer oddelek šteje svojo štirinajsto obletnico obstoja, vendar se je v srcih ustanoviteljev in ustanoviteljic rodil že pred sedemindvajsetimi leti v osrčju Azije. Rojstni kraj oddelka že po svojem osrednjem poslanstvu povezuje deželico Evrope z jeziki in kulturami onkraj evropskih meja. Hkrati pa je tudi rojstni kraj Konfucija - učitelja, ki predstavlja simbol posredovanja znanja starejših generacij mlajšim. Še v svojih študentskih letih so prvi bodoči profesorji in profesorice v mestecu Qufu, ki predstavlja zibelko Kitajske, organizirali prvi slovenski simpozij, posvečen vzhodnoazijskim študijam. Na tem simpoziju so si med seboj vzajemno predstavili najvidnejše in najzanimivejše rezultate njihovega dotedanjega strokovnega in raziskovalnega dela. S tem simpozijem pa so želeli, da bi se zapisal v zgodovino, kot prvi korak na poti zbliževanja naše majhne Slovenije z zakladnico znanja o tradicijah in sodobni stvarnosti azijskih držav. To jim je tudi uspelo. Seveda pa ustanavljanje celotnega samostojnega oddelka ni bila lahka naloga. Prvo desetletje razvoja discipline je bilo kot vsaka pionirska vloga opredeljeno z nujo pridobivanja, sestave oziroma izdelave osnovnega vsebinskega in metodološkega orodja, ki je potrebno za delovanje te discipline. Od vsega začetka usmeritve Oddelka za azijske študije je osnovna metodološka in vsebinska usmeritev temeljila na iskanju razumevanja med različnimi kulturami.
Oddelek se je leta 2015 preimenoval iz Oddelka za azijske in afriške študije v Oddelek za azijske študije s študijskimi programi sinologije, japonologije in zdaj tudi koreanistike.

## Organiziranost
Oddelek ima 2 katedri:
- japonologija
- sinologija

## Študijski programi
Tako japonologijo kot sinologijo je bilo v okviru starih štiriletnih študijskih programov mogoče do vključno študijskega leta 2008/2009 študirati dvopredmetno. Tako sta se lahko japonologija kot sinologija navezali na študijske programe v okviru kateregakoli oddelka na fakulteti. Pogostejše in bolj smiselne so bile kombinacije s sorodnimi smermi na istem oddelku, pa tudi s filološkimi in kulturološkimi smermi, s klasično humanistiko ter družboslovjem. Lahko pa so drugi predmet v okviru dvopredmetnega študija izbrali tudi iz kakšne druge fakultete in ne samo Filozofske.
V študijskem letu 2009/2010 je zaradi bolonjske reforme prišlo do prenove študijskih programov, ki se niso delili na smeri ali module. Samo še japonologijo je bilo mogoče vpisati kot dvopredmetni študij. Dodan je bil prvostopenjski univerzitetni dvodisciplinarni študijski program Kulture Vzhodne Azije. Dodiplomski programi trajajo tri leta (šest semestrov), podiplomski programi pa dve leti (štiri semestre). 

### Dodiplomski študij
Prvostopenjski univerzitetni enodisciplinarni študijski program Sinologija
Prvostopenjski univerzitetni enodisciplinarni študijski program Sinologija obsega skupaj 180 kreditnih točk. Diplomant/ka pridobi strokovni naziv: diplomirani sinolog UN oziroma diplomirana sinologinja UN. Študentje/ke pridobijo sposobnost razumevanja in aktivne uporabe kitajskega jezika in pisave, ter splošno poznavanje kulturoloških vsebin, povezanih s kitajskim kulturno-civilizacijskim prostorom.
V študijskem letu 2015/2016 je načrtovana uvedba novega dvodisciplinarnega programa Sinologija kot smeri v okviru študijskega programa Kulture Vzhodne Azije. 
Prvostopenjski univerzitetni dvodisciplinarni študijski program Kulture Vzhodne Azije
Prvostopenjski univerzitetni dvodisciplinarni študijski program Kulture Vzhodne Azije obsega skupaj 90 kreditnih točk. Diplomant/ka pridobi strokovni naziv: diplomirana kulturologinja Vzhodne Azije in diplomirana ... (UN). oz. diplomirani kulturolog Vzhodne Azije in diplomirani ... (UN), pri čemer je polni naslov odvisen od vsakokratnega individualnega izbora druge študijske discipline. Študentje/ke si pridobijo osnovno poznavanje jezika obravnavane regije ter splošno poznavanje kulturoloških vsebin, povezanih z odgovarjajočim kulturno-civilizacijskim prostorom.
V študijskem letu 2015/2016 je načrtovan prenovljen študijski program, ki se bo delil na dve smeri: Koreanistiko in dvopredmetno Sinologijo.
Prvostopenjski univerzitetni enodisciplinarni študijski program Japonologija
Prvostopenjski univerzitetni enodisciplinarni študijski program Japonologija obsega skupaj 180 kreditnih točk. Diplomant/ka  pridobi strokovni naziv: diplomirani japonolog UN oziroma diplomirana japonologinja UN. Študentje pridobijo osnove aktivnega in pasivnega, pisnega in ustnega komuniciranja v japonščini in splošno poznavanje kulturoloških vsebin povezanih z Japonsko.
Prvostopenjski univerzitetni dvodisciplinarni študijski program Japonologija
Prvostopenjski univerzitetni dvodisciplinarni študijski program Japonologija obsega skupaj 90 kreditnih točk. Diplomant/ka pridobi strokovni naziv: diplomirana japonistka (UN) in diplomirana ... (UN). oz. diplomirani japonist (UN) in diplomirani ... (UN), pri čemer je polni naslov odvisen od vsakokratnega individualnega izbora druge študijske discipline. Študentje/ke pridobijo osnove japonskega jezika, ki jim omogoča vpogled v japonsko stvarnost, še posebej na področju druge izbrane discipline, in sposobnost kritičnega soočanja z drugimi kulturami.

### Podiplomski študij
Podiplomski študij se je na oddelku začel izvajati s študijskim letom 2012/2013. 
Drugostopenjski magistrski enodisciplinarni študijski program Japonologija
Drugostopenjski magistrski enodisciplinarni študijski program Japonologija obsega skupaj 120 kreditnih točk. Diplomant/ka pridobi strokovni naziv: magister japonologije oziroma magistrica japonologije (mag. jpn). Drugostopenjski program omogoča študentom poglobljeno poznavanje jezika v različnih kontekstih rabe, hkrati nudi tudi obvladovanje aktivnega in pasivnega, tako pisnega kot tudi ustnega komuniciranja v japonskem jeziku ter poglobljeno poznavanje ključnih kulturoloških in družboslovnih vsebin, povezanih z Japonsko.
Drugostopenjski magistrski dvodisciplinarni študijski program Japonologija
Drugostopenjski magistrski dvodisciplinarni študijski program Japonologija obsega skupaj 60 kreditnih točk. Polni naslov diplomant/ke je odvisen od posameznikovega izbora druge študijske discipline. Strokovni naziv se tako glasi: magister japonologije in ... oz. magistrica japonologije in ... (mag. jpn). Drugostopenjski program kot nadgradnja prvostopenjskega programa Japonologije omogoča študentom bolj širok in strukturiran interdisciplinarni pogled na japonsko stvarnost. Poglobijo jezikoslovna, družboslovna in kulturološka vedenja o Japonski. Zaradi poglobljenega poznavanja jezika je pri proučevanju vsebin poudarek na rabi japonskih primarnih virov.
Drugostopenjski magistrski enodisciplinarni študijski program Sinologija
Drugostopenjski magistrski enodisciplinarni študijski program Sinologija obsega skupaj 120 kreditnih točk. Diplomant/ka pridobi strokovni naziv: magister sinologije oziroma magistrica sinologije (mag. sin). Do študijskega leta 2013/2014 se je program delil na humanistično in družboslovno smer. Od akademskega leta 2014/2015 program nima več smeri. Program nudi študentom utrjevanje, razvoj, nadgradnjo in specializacijo sposobnosti razumevanja in aktivne uporabe kitajskega jezika in pisave, ter splošno poznavanje kulturoloških oziroma družboslovnih vsebin. 

## Raziskovalna dejavnost
Člani oddelka delujejo v programski skupini Jeziki in kulture Azije in Afrike. Na Znanstvenem inštitutu Filozofske fakultete delujejo na področju jezikoslovja, filozofije, literarnih ved, socioloških raziskav in kulturologije. V sklopu uradnega znanstvenoraziskovalnega sodelovanja med Slovenijo, Kitajsko in Japonsko so člani oddelka pri dvostranskih raziskovalnih projektih delovali kot nosilci in izvajalci. Aktivno objavljajo izsledke svojih raziskav v domačih in tujih znanstvenih monografijah, v prispevkih na mednarodnih konferencah ter v univerzitetnih učbenikih. Prvi vodja programske skupine je bil dr.  Andrej Bekeš, ki ga je nasledila  Jana S. Rošker , ki je poleg tega tudi vodja vrste nacionalnih in mednarodnih znanstveno raziskovalnih projektov. V sklopu oddelka sta bili v letu 2013 in 2014 ustanovljeni tudi mednarodni akademski zvezi EAAA (European Association for Asian Art and Archeology, ustanoviteljica Dr. Nataša Vampelj Suhadolnik) in EACP (European Association for Chinese Philosophy, ustanoviteljica Dr. Jana S. Rošker).

## Publikacije
Oddelek je začel leta 1997 izdajati strokovno znanstveno revijo Azijske in afriške študije, posvečeno problematiki azijskih in afriških jezikov, kulturi in družbi. Leta 2010 se je uredniški odbor revije odločil, da bo začel posebej izdajati revijo za področje azijskega jezikoslovja v elektronski obliki.  Revija Azijske in afriške študije, ki  ima od leta 2010 tudi spletno izdajo s prostim dostopom, se je z letom 2013 preimenovala v Azijske študije oz. Asian Studies. 

### Revija Azijske študije
Publikacija objavlja znanstvene prispevke domačih in tujih strokovnjakov in s področja medkulturnih študij. Uporablja interdisciplinarne pristope, s katerimi se osredotoča na medkulturno metodologijo, literaturo, antropologijo, zgodovino, sociologijo, politologijo, umetnostno zgodovino in filozofijo v Aziji. Objavljeni prispevki  se nanašajo predvsem na kitajske, japonske, korejske in indijske kulture, tradicije, zgodovine in sodobne družbene sisteme. Revija služi tudi kot dopolnilni vir za študij ter zaradi svoje interdisciplinarnosti predstavlja pomemben vir vsem znanstvenikom in strokovnjakom s področja azijskih študij ter sorodnih področij. Izhaja dvakrat letno in poleg znanstvenih člankov v angleščini, ki tvorijo večino objav, vsebuje tudi  rubriko "Asian studies in Slovenia", kjer so objavljeni tudi članki v slovenščini. Glavna urednica revije je  Dr. Jana S. Rošker, tehnična urednica pa Dr. Nataša Visočnik. Revija je indeksirana v vrsti pomembnih mednarodnih baz, kot so na primer Scopus, Web of Science in Erich+ in sodi med vrhunske znanstvene revije v Sloveniji, saj je po faktorju vpliva uvrščena v tretjo četrtino kategorizacije akademskih revij na svetu. Revija izhaja tako v tiskani, kot tudi v spletni obliki.

### Revija Acta Linguistica Asiatica
Od leta 2013 je Acta Linguistica Asiatica interdisciplinarna znanstveno-strokovna revija, ki objavlja članke s področja azijskega jezikoslovja, prevodoslovja, didaktike azijskih jezikov, recenzije reprezentativnih del in poročil o odmevnih dogodkih. Z obveščanjem in obravnavanjem aktualnega dogajanja in problematike, povezovanjem teorije in prakse ter povezovanjem jezikovnih strok se aktivno udejstvuje na področjih, ki jih obravnava. Do leta 2014 so jo izdajali trikrat letno, kjer sta bila prva dva izvoda številke v letu v angleščini, tretji izvod pa je bil lahko tudi v slovenščini. Sedaj ima revija letni in zimski izvod. Prvi glavni urednik je bil dr.  Andrej Bekeš, prva tehnična urednica pa dr. Mateja Petrovčič.

### Monografska zbirka Studia Humanitatis Asiatica
V letu 2015 je bila pri Znanstveni založbi FF UL ustanovljena knjižna zbirka Studia Humanitatis Asiatica (glavna urednica Dr. Jana S. Rošker), ki v glavnem objavlja prevode pomembnih virov v azijskih jezikih. V sklopu te zbirke so doslej izšle štiri znanstvene monografije s področja azijskih študij. 

## Knjižnica oddelka
Knjižnica deluje v okviru Osrednje humanistične knjižnice. Fond je začela pridobivati od članov  Slovenskega orientalističnega društva, članov tečaja kitajščine in japonščine, sedanjih članov Oddelka azijskih študij ter različnih simpatizerjev Kitajske, Japonske ter ostale Azije. Knjige so na začetku v Ljubljano iz Kitajske pošiljali z ladijsko pošto. Od ustanovitve oddelka dotok gradiva nenehoma narašča z darovi Japonske fundacije, Kitajske vlade, Korejske fundacije, Indijske in Iranske ambasade v Sloveniji, privatnih donatorjev iz Slovenije, Japonske ter ostale Evrope. Veliko knjig so prispevali člani (sedanji in bivši) oddelka in tudi študenti oddelka. V svojih začetkih je imela knjižnica dogovor z antikvariati, da gradivo z oddelčnega področja rezervirajo za njih, kar je nato knjižnica kupila.
Pokriva v glavnem humanistiko in s svojim gradivom podpira raziskovalno in pedagoško delo na oddelku. Je ena redkih specializiranih knjižnic za področje jugovzhodne Azije in ostale Azije ter kot taka služi kot osnovna knjižnica vsem študentom oddelka ter drugim raziskovalcem v Sloveniji. Prizadeva si za pridobitev vsega gradiva s področja azijskih študij, izdanega v Sloveniji. Na 45 m2 je v osnovi razdeljena na japonološki in sinološki del, obsega tudi veliko zbirko knjig s področja korejskih študij. Hrani tudi nekaj gradiva za področje Indije, Afrike in Zahoda.
Fond knjižnice obsega okoli 17.000 enot knjižničnega gradiva, od tega je največ monografij. Študentom in strokovnim delavcem nudi tudi strokovne in znanstvene časopise. Približno 2/3 gradiva je v japonščini in kitajščini, ostalo je v angleščini, slovenščini, korejščini ter drugih evropskih in azijskih jezikih.

## Predstojniki
- 1995-1999 Dr. Andrej Bekeš
- 1999-2003 Dr. Jana S. Rošker
- 2003-2007 Dr. Mitja Saje
- 2007-2009 Dr. Andrej Bekeš
- 2009-2013 Dr. Jana S. Rošker
- 2013-2015 Dr. Andrej Bekeš
- 2015-2016 Dr. Jana S. Rošker
- 2016-     Dr. Nataša Vampelj Suhadolnik